# Hans-Jürgen Bode
Hans-Jürgen Bode, nemški rokometaš, * 27. junij 1941, Herne, Nemčija, † 6. oktober 2022.
Leta 1972 je na poletnih olimpijskih igrah v Münchnu v sestavi zahodnonemške rokometne reprezentance osvojil šesto mesto.